# Ferran I del Sacre Imperi Romanogermànic
Ferran I del Sacre Imperi Romanogermànic (Alcalá de Henares, 10 de març 1503 - Viena, 25 de juliol de 1564) va ser emperador del Sacre Imperi Romanogermànic i Arxiduc d'Àustria. Al llarg dels seus anys de govern, Ferran inicià una obra de centralització de poder en favor de Viena. En paral·lel al que es visqué a Castella o a França, l'emperador inicià la construcció de l'estat modern i el poder absolut.

## Família
Era fill de la reina Joana I de Castella i de l'arxiduc Felip el Bell. Net per via paterna de l'emperador Maximilià I, emperador romanogermànic i de la duquessa Maria de Borgonya, era net per via materna del rei Ferran II d'Aragó i de la reina Isabel I de Castella.
El 25 de maig de 1521 es casà a Linz amb la princesa Anna d'Hongria, filla del rei Ladislau II d'Hongria i de la princesa Anna de Foix. La parella tingué quinze fills:
- SAIR l'arxiduquessa Elisabet d'Àustria, nada a Viena el 1526 i morta a Varsòvia el 1545. Es casà amb el rei Segimon II August de Polònia.
- SM l'emperador Maximilià II, nat a Viena el 1527 i mort el 1576. Es casà amb la infanta Maria d'Espanya.
- SAIR l'arxiduquessa Anna d'Àustria, nada a Viena el 1528 i morta a Múnic el 1590. Es casà amb el duc Albert V de Baviera.
- SM l'arxiduc Ferran II d'Àustria, nat a Linz el 1529 i mort a Linz el 1595. Es casà amb Felipa Welser i en segones núpcies amb la princesa Anna Caterina Gonzaga.
- SAIR l'arxiduquessa Maria d'Àustria, nada a Praga el 1531 i morta a Düsseldorf el 1581. Es casà amb el duc Guillem IV de Jülich-Clèveris-Berg.
- SAIR l'arxiduquessa Magdalena d'Àustria, nada el 1532 i morta el 1590.
- SAIR l'arxiduquessa Caterina d'Àustria, nada el 1533 i morta el 1572. Es casà amb el rei Segimon II August de Polònia.
- SAIR l'arxiduquessa Elionor d'Àustria, nada el 1534 i morta el 1594 a Màntua. Es casà amb el duc Guillem I de Màntua.
- SAIR l'arxiduquessa Margarida d'Àustria, nada el 1536 i morta el 1567.
- SAIR l'arxiduquessa Joana d'Àustria, nada el 1538 i morta el 1539.
- SAIR l'arxiduquessa Bàrbara d'Àustria, nada el 1539 i morta el 1572 a Ferrara. Es casà amb el duc Alfons II d'Este.
- SM l'arxiduc Carles II d'Àustria, nat el 1540 a Viena i mort el 1590 a Graz. Es casà amb la princesa Maria Anna de Baviera (1551-1608).
- SAIR l'arxiduquessa Úrsula d'Àustria, nada el 1541 i morta el 1543.
- SAIR l'arxiduquessa Helena d'Àustria, nada el 1543 i morta el 1574.
- SAIR l'arxiduquessa Joana d'Àustria, nada el 1547 a Viena i morta el 1578 a Florència. Es casà amb el gran duc Francesc I de Toscana.

## Hongria i els otomans
A Ferran, germà petit de l'emperador Carles V, li fou encarregat pel seu germà el govern dels històrics territoris de la Casa d'Àustria: l'Arxiducat d'Àustria, el Comtat del Tirol, el Ducat d'Estíria, el Ducat de Caríntia i el Ducat de Carniola i fou nomenat per l'emperador, rei de romans, títol vinculat a l'hereu de l'Imperi. Amb la derrota i mort del rei Lluís II d'Hongria a la Batalla de Móhacs, Solimà II havia ocupat la major part d'Hongria i únicament resistia una petita llenca de terra hongaresa entre Àustria i l'Imperi Otomà, i la derrota hongaresa comportà l'elecció de Ferran com a rei de Bohèmia i d'Hongria però també l'inici d'un període que duraria més de 150 anys de setges otomans sobre Viena. Amb l'elecció de Ferran com a rei d'Hongria, certs sectors de la noblesa hongaresa es posicionaren en contra de l'emperador i a favor de Joan Zapolya, el voivode de la Transsilvània. La batalla de Tokaj, de l'any 1527, entre els partidaris de Ferran i els partidaris de Joan, donà la victòria a Ferran i consolidà el domini austríac sobre les restes de l'antic Regne d'Hongria. L'any 1529, es produí l'atac otomà més important sobre la capital austríaca i Ferran hagué de buscar refugi a Praga fins que els otomans aixecaren el setge, significant un punt d'inflexió en les guerres otomanes a Europa. En el Tractat de Nagyvárad, de l'any 1538, Ferran esdevingué el successor dels drets de Joan Zapolya. Malgrat tot, el problema hongarès no es pogué donar per conclòs perquè un fill de Zapolya, fou elegit, amb el suport del rei Segimon II August de Polònia, rei d'Hongria. El problema acaba quan l'arxiduquessa Elisabet d'Àustria es casà amb el rei Segimon II August de Polònia. Després de la mort de l'emperador Carles V, Ferran assumí el títol d'emperador del Sacre Imperi fins a la seva mort.
El 1540 la mort de Joan I d'Hongria va portar Àustria a avançar novament cap a Buda, que caigué en mans otomanes en el setge de 1541, com també Pest i va procedir a aniquilar de facto el regne d'Hongria, i l'emperador Ferran va fracassar en l'intent de conquesta de les ciutats de Buda i Pest el 1542, que acabaven de caure en mans però va ser rebutjat pels otomans. El 1551, quan va ser imposat un tractat de pau, l'Hongria habsbúrguica havia estat reduïda a una terra de frontera. Tanmateix, a Eger els austríacs van obtenir una sorprenent victòria, en part gràcies als esforços dels civils presents.

## La pau d'Augsburg
Després de dècades d'agitació política i religiosa en els estats alemanys, Carles V va ordenar una dieta general a Augsburg en què els diversos estats discutiren el problema religiós i la seva solució. El mateix Carles no va assistir, i va delegar en el seu germà Ferran, d'"actuar i resoldre" disputes de territori, la religió i el poder local. En la conferència, Ferran va entabanar, persuadir i amenaçar als diferents representants per a un acord sobre tres principis importants.
- El principi de Cuius regi, eius religio ("De qui regne, la seva religió") proporcionat per la unitat interna religiosa dins d'un Estat: la religió del príncep es va convertir en la religió de l'Estat i de tots els seus habitants. Els habitants que no es puguin ajustar a la religió del príncep se'ls va permetre sortir, una idea innovadora en el segle XVI. Aquest principi va ser àmpliament discutit pels diferents delegats, que finalment van arribar a un acord sobre els detalls de la seva redacció després d'examinar el problema i la solució proposada des de tots els angles possibles.
- El segon principi, denominat ecclesiasticum Reservatum (reserva eclesiàstica), va cobrir l'estatus especial de l'estat eclesiàstic. Si el prelat d'un estat eclesiàstic canviava de religió, els homes i dones que vivien en aquest estat no havien de fer-ho. En canvi, el prelat s'esperava que dimitís del seu lloc, encara que això no constés en el contracte.
- El tercer principi, conegut com a declaratio Ferdinandei (Declaració de Ferran), va eximir als cavallers i algunes de les ciutats de l'exigència d'uniformitat religiosa, si la religió reformada s'havia practicat allà des de mitjans de la dècada de 1520, el que va permetre unes poques ciutats i pobles mixtes allà on els catòlics i els luterans havien viscut junts. També protegia a l'autoritat de les famílies nobles, cavallers i algunes de les ciutats per determinar el que significa la uniformitat religiosa en els seus territoris. Ferran va inserir això en l'últim minut, per la seva pròpia autoritat.

## Problemes subsegüents
Després de 1555, la Pau d'Augsburg va esdevenir el document de legitimació legal que regula la coexistència dels luterans i catòlics en les terres alemanyes del Sacre Imperi Romà, i va servir per millorar moltes de les tensions entre els seguidors de la "vella fe" (el catolicisme) i els seguidors de Luter, però tenia dos defectes fonamentals. En primer lloc, Ferran s'havia precipitat en l'article sobre Reservatum ecclesiasticum durant el debat, no s'havia sotmès a l'escrutini i debat com fou el cas de l'àmplia acceptació i suport del Cuius regi, eius religio. En conseqüència, la seva redacció no cobria la totalitat o la majoria dels escenaris, fins i tot legals potencials. El Ferdinandei declaratio no va ser objecte de debat en la sessió plenària en absolut. Usant la seva autoritat per "actuar i resoldre", Ferran l'havia afegit en l'últim moment, en resposta a la pressió exercida per les famílies principesques i cavallers.
Si bé aquestes deficiències específiques es va girar contra l'Imperi en les dècades posteriors, potser la debilitat més gran de la pau d'Augsburg va ser la seva incapacitat per tenir en compte la creixent diversitat de les expressions religioses que sorgeixen en les tradicions dels anomenats evangèlics i reformats. Altres confessions havien adquirit legitimitat popular, sinó legal, en les dècades següents i el 1555, les reformes proposades per Luter ja no eren les úniques possibilitats d'expressió religiosa: anabaptistes, com el frisó Menno Simons (1492-1559) i els seus seguidors, els seguidors de Joan Calví, que van ser particularment forts al sud-oest i nord-oest, i els seguidors d'Ulric Zwinglio van ser exclosos de les consideracions i proteccions d'acord amb la Pau d'Augsburg. Segons l'acord d'Augsburg, les seves creences religioses romanien herètiques.

## Abdicació de Carles V; Ferran emperador
En 1556, enmig de gran pompa, i recolzant-se en l'espatlla d'un dels seus favorits (el comte Guillem de Nassau i Orange, de 24 anys), Carles va regalar les seves terres i càrrecs. La Monarquia Hispànica (a l'època també anomenada Catòlica), que incloïa la Corona de Castella i la Corona d'Aragó, els Països Baixos, Sardenya, Nàpols i Sicília, Milà i les possessions de Castella a Amèrica, va ser per al seu fill, Felip. El seu germà, Ferran, que havia negociat el tractat l'any anterior, ja estava en possessió de les terres austríaques i també succeiria a Carles com a emperador del Sacre Imperi. Aquest curs dels esdeveniments es va garantir ja el 5 de gener de 1531 quan Ferran va ser escollit rei dels Romans i així el legítim successor de l'emperador regnant.
Les opcions de Carles eren apropiades. Felip era culturalment castellà: va néixer a Valladolid i es va criar a la cort espanyola, la seva llengua materna era el castellà, i preferia viure a Espanya. Ferran estava familiaritzat amb, i per, els altres prínceps del Sacre Imperi Romà. Encara que ell també havia nascut a Castella, havia administrat els assumptes del seu germà a l'Imperi des de 1531. Alguns historiadors sostenen que Ferran també havia estat tocat per les filosofies reformades, i va ser probablement el més proper a què mai va arribar un protestant al Sacre Imperi Romà; l'emperador va romandre nominalment catòlic durant tota la seva vida, i es diu que es va negar a rebre els últims sagraments al seu llit de mort; però altres historiadors mantenen que era tan catòlic com el seu germà, si bé tendien a veure la religió com fora de l'esfera política.
L'abdicació de Carles va tenir conseqüències de llarg abast en les relacions imperials diplomàtiques amb França i els Països Baixos, sobretot en la seva porció de les corones d'Espanya a Felip. A França, els reis i els seus ministres estaven cada vegada més incòmodes amb l'encerclament dels Habsburg i van buscar aliats contra l'hegemonia d'aquests entre els territoris fronterers d'Alemanya, i fins i tot d'alguns dels reis protestants. Als Països Baixos, l'ascensió de Felip a Espanya plantejava problemes particulars, pel bé de l'harmonia, l'ordre i la prosperitat; Carles no havia bloquejat la Reforma, i havia tolerat un alt nivell d'autonomia local. Un príncep fervent catòlic i rígidament autocràtic com Felip, feia témer una política agressiva, econòmica i religiosa cap als holandesos, el que resulta en una rebel·lió holandesa poc després que es va convertir en rei. La resposta militant de Felip va significar l'ocupació de gran part de les províncies per les tropes de, o al servei de, l'Espanya dels Àustries i l'anar i venir dels homes espanyols en l'anomenada "carretera espanyola" entre els Països Baixos i el nord d'Itàlia, a través de les terres de Borgonya i de Flandes.
L'abdicació no convertia automàticament a Ferran en emperador. Carles va abdicar com a emperador el gener de 1556 en favor del seu germà Ferran, però, a causa del llarg debat i tràmit burocràtic, la Dieta Imperial no va acceptar la renúncia (i per tant que fos jurídicament vàlida) fins al 3 de maig de 1558. Fins a aquesta data, Carles va continuar utilitzant el títol d'emperador.
Durant el regnat de Ferran I continuaren les guerres contra l'Imperi Otomà, que a la dècada de 1520 va iniciar un gran avanç cap a l'Europa central, i la Reforma protestant, que va donar lloc a diverses guerres de religió. Encara que no era un cap militar, Ferran es va centrar a construir un govern centralitzat per a Àustria, Hongria i Txeca en comptes de lluitar per la monarquia universal. Va reintroduir grans innovacions del seu avi Maximilià I com l'Hofrat (consell de la cort) que incorporaria una cancelleria i una tresoreria, i va afegir innovacions pròpies com la Raitkammer (oficina de col·leccions) i l'Hofkriegsrat, concebuts per contrarestar l'amenaça otomana, alhora que van sotmetre al súbdits austríacs rebels més radicals i va convertir la classe política de Bohèmia i Hongria en socis dels Habsburg. Tot i que va poder introduir models uniformes d'administració, els governs d'Àustria, Bohèmia i Hongria van romandre separats. El seu enfocament dels problemes imperials, incloent el govern, les relacions humanes i les qüestions religioses va ser generalment flexible, moderat i tolerant.

## L'herència de Ferran I
L'any 1552, Ferran I redactà el seu testament definitiu. En aquest testament es consolidà el repartiment dels països patrimonials. Així, el seu fill primogènit rebia la dignitat imperial i el territori de la Baixa Àustria, el regne de Bohèmia i l'escàs territori hongarès que subsistia a les mans de la Casa d'Àustria després de les nombroses incursions otomanes. El segon fill, l'arxiduc Ferran II d'Àustria rebia el Comtat del Tirol i els territoris habsburguesos repartits pel sud d'Alemanya (Àustria Anterior). L'arxiduc Carles II d'Àustria rebia el Ducat d'Estíria, el Ducat de Caríntia i el Ducat de Carniola.
A aquest repartiment, Ferran hi sumà la condició de divisió a parts iguals del deute contret per la defensa del patrimoni dels Habsburg. Aquest fet, portà nombroses conseqüències en la fiscalitat austríaca del futur.
La divisió del patrimoni habsburguès d'Àustria fou llargament comentat i criticat. La raó per la qual Ferran optà per la divisió es basava en una llarga tradició medieval estesa per tot Europa que apostava per la divisió del territori entre els diferents fills mascles arribats a edat adulta. Aquest era el costum estès a diverses cases alemanyes com la saxona o a la palatina.